# Salle (Italië)
Salle is een gemeente in de Italiaanse provincie Pescara (regio Abruzzen) en telt 312 inwoners (31-12-2004). De oppervlakte bedraagt 21,7 km², de bevolkingsdichtheid is 15 inwoners per km². Het grondgebied van de gemeente ligt grotendeels binnen de grenzen van het Nationaal Park Majella.

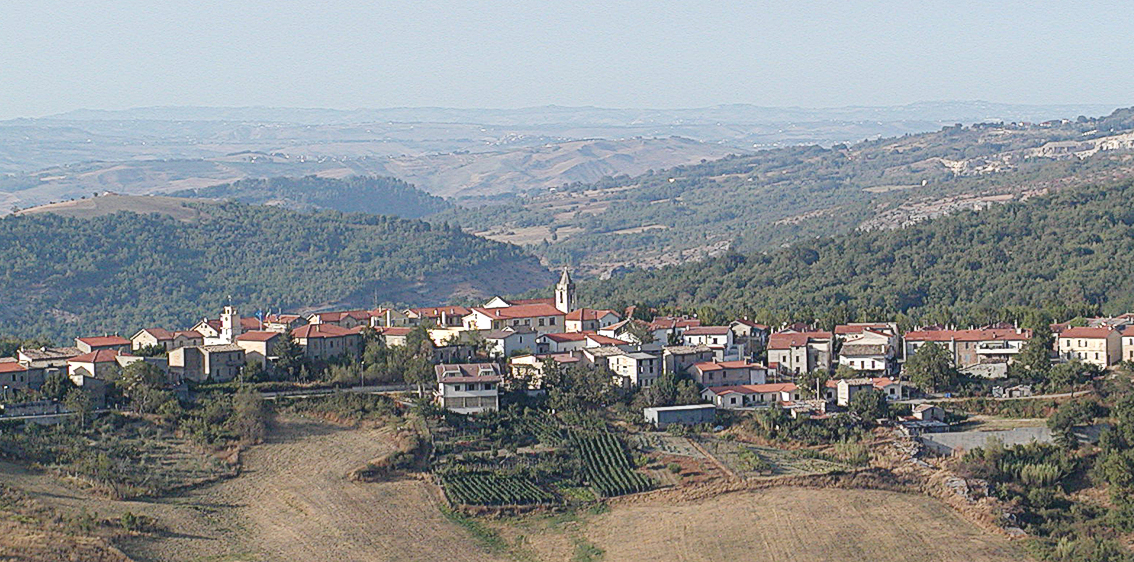
Salle
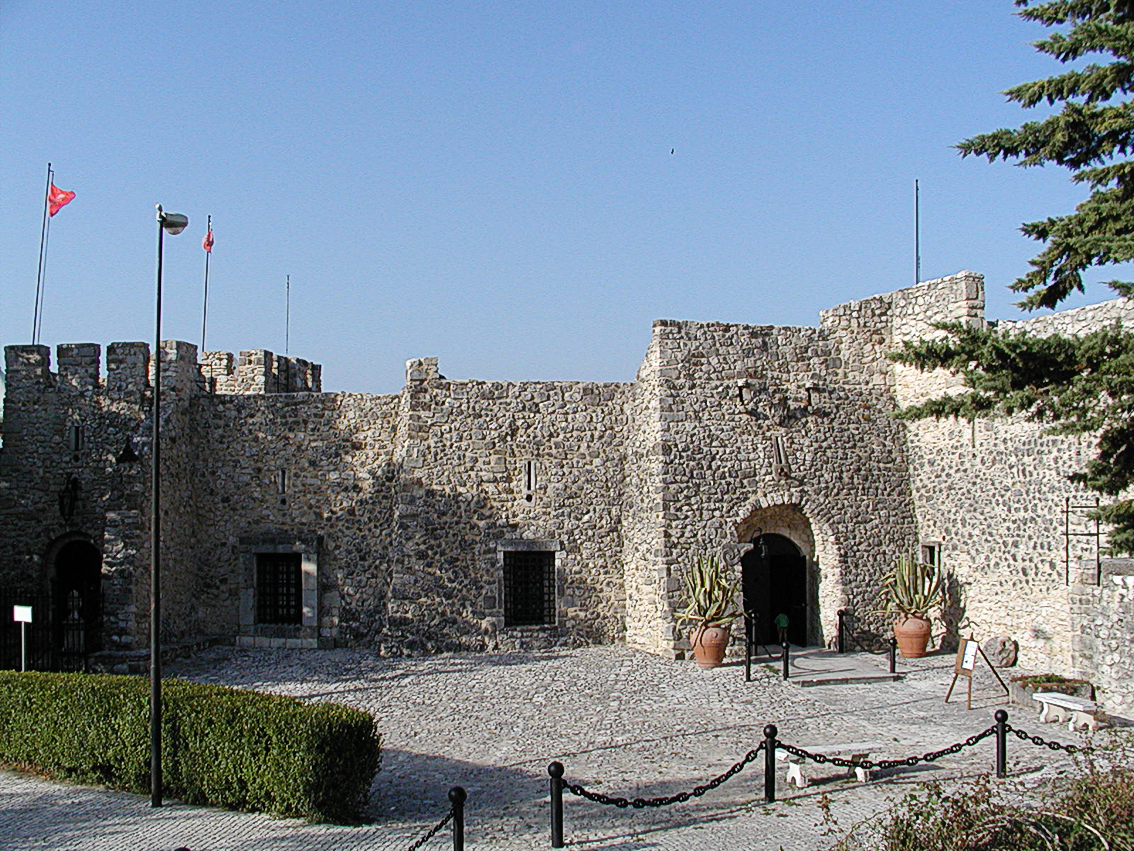
Castello Genova bij Salle

## Demografie
Salle telt ongeveer 147 huishoudens. Het aantal inwoners daalde in de periode 1991-2001 met 24,6% volgens cijfers uit de tienjaarlijkse volkstellingen van ISTAT.
| Jaar | Inwoneraantal |
| ---- | ------------- |
| 1991 | 414           |
| 2001 | 312           |

## Geografie
De gemeente ligt op ongeveer 450 m boven zeeniveau.
Salle grenst aan de volgende gemeenten: Bolognano, Caramanico Terme, Corfinio (AQ), Pratola Peligna (AQ), Roccacasale (AQ), Sulmona (AQ), Tocco da Casauria.